# Václav Süssmilch
Václav Süssmilch (* 25. března 1933) je bývalý český silniční motocyklový závodník.

## Závodní kariéra
V místrovství Československa startoval v letech 1956-1956 a 1962-1963. V celkové klasifikaci skončil nejlépe na druhém místě ve třídě do 175 cm³ v roce 1956.

## Umístění
- Mistrovství Československa silničních motocyklů
  - 1955 do 175 cm³ – 4. místo
  - 1956 do 175 cm³ – 2. místo
  - 1962 do 175 cm³ – 12. místo
  - 1963 do 125 cm³ – 12. místo